# 김진래
김진래(金進來, 1997년 5월 1일~)는 대한민국의 축구 선수로, 포지션은 왼쪽 풀백이며 현재 부산 아이파크에서 활동하고 있다.

## 어린 시절
김진래는 수원 삼성 블루윙즈의 유소년 팀 출신으로, 중학교 유소년 팀인 매탄중학교 축구부의 창단 멤버로 활약했다. 이후 매탄고등학교 축구부에 진출하였고 그 당시 유소년 선수로 활동한 6년 간 김진래는 수원 삼성 성인 팀의 홈 구장인 수원월드컵경기장에서 볼보이를 하기도 했다.

## 구단 경력
2016 시즌을 앞두고 수원 삼성 블루윙즈로 콜업되었다. 하지만 출장 기회를 잡지 못했다.
결국 2018 시즌을 앞두고 문준호와 함께 FC 안양으로 임대 이적하였다. 2018년 9월 29일 열린 부산 아이파크와의 경기에서 안양 입단 후 첫 골을 터뜨리는 등 24경기에서 1골·2어시스트를 기록했다.
2018 시즌 종료 이후 K리그2의 안산 그리너스 FC로 이적했으며 이적 후 2019 시즌 19경기에 출전하여 팀 창단 이후 역대 최고 성적에 기여했다.

## 수상

### 구단

#### 수원 삼성 블루윙즈
- FA컵 우승: 2016